# 荘姪
荘姪（莊姪、そうてつ、生没年不詳）は、楚の頃襄王の夫人。

## 生涯
荘姪は県官の娘として生まれた。ときに頃襄王は台榭（高台の建築物）に登るのを好み、時を選ばず出入りして、40歳になっても太子を立てようとしなかった。王を諫める者は逼塞し、屈原は追放され、国は瓦解の危機に瀕していた。秦は楚を蚕食しようと、張儀を派遣して楚の国内の離間を図った。張儀は王の側近たちに「南方の唐に遊び、500里を行楽しましょう」と王に言わせた。そこで頃襄王は言うとおりに遊びに行こうとした。このとき荘姪は12歳であったが、赤い竿を幟にして掲げ、行楽に出かけようとする頃襄王の目に止まった。荘姪はこの機会をとらえて三難五患を説き、王を諫めた。頃襄王は荘姪の言に従って国に引き返した。城門はすでに閉ざされ、反乱者たちがすでに都を制圧していたため、頃襄王は鄢郢の軍を動員して反乱者たちを攻撃し、どうにか勝利することができた。荘姪は夫人に立てられ、その地位は王母の鄭袖の上位にあるとされた。荘姪は礼に違反することも多かったが、王に節倹愛民を説いて、楚国を再び強くしたという。